# 春の夢 (1960年の映画)
『春の夢』（はるのゆめ）は、1960年1月3日に日本で公開された映画。

## ストーリー
2000人の従業員を持つ会社の社長、奥平庄兵衛の邸宅に焼き芋を届けに来た焼き芋屋の老人が突然脳溢血に襲われ、応接間で倒れる。医者はそのまま絶対安静を命じ、老人は１週間滞在することになる。スト対策に頭を痛める庄兵衛は老人を疎んじるが、脳溢血で父を亡くした秘書はそんな社長の態度に反発を覚え、社長を諌めてくれた医者に恋心を抱く。
次女の千鶴子は貧乏画家との結婚を望んでいるが、一家の主である祖母はそれを許さない。長女は若い男たちにうつつを抜かし、世間知らずの大学生の長男は幼稚な変人のため、祖母と父親は千鶴子にしかるべき婿を取らせて跡を継がせるつもりでいる。
焼き芋屋の老人のもとには、同じアパートの住人たちが見舞いに来るが、みな老人の貯め込んでいるであろう貯金を狙っている。唯一隣室の青年だけは親身に思っているのだが、老人には伝わらない。ある日、奥平家でボヤ騒ぎが起こり、駆け付けた青年の涙を見て老人は青年の心を知る。一方祖母は老人がかつて家のために恋を諦めた若き日の初恋の人であることを知り、千鶴子の恋も許してやる。

## スタッフ
- 監督・脚本：木下惠介
- 製作：細谷辰雄
- 撮影：楠田浩之
- 音楽：木下忠司

## キャスト
- 奥平千鶴子：岡田茉莉子
- 奥平庄兵衛：小沢栄太郎
- 奥平祖母：東山千栄子
- 奥平多美子：丹阿弥谷津子
- 奥平守：川津祐介
- 矢杉和子：久我美子
- 花村医師：佐野周二
- 渥美信一郎：笠智衆
- 加東栄一：田中晋二
- 江間：森美樹
- 八重：荒木道子
- 君子：中村メイコ
- 梅子：十朱幸代
- 行男：小坂一也
- ヨッちゃん：山本豊三
- 専務：十朱久雄
- 常務：小笠原章二郎
- 竹内：織田政雄
- お幸：賀原夏子
- 源吉：日野道夫
- ミネ：中村美代子
- 春子：藤美恵
- 山田：稲葉義男
- てつ：菅井きん
- 臼井：椎名和甫
- ヤクザ：小野良
- 行男の母：野辺かほる
- 組合の男：山崎満
- 学生：川金正直